# L'aerobica è chic/Koppa la vecia
L'aerobica è chic è il nono singolo del gruppo musicale italiano I Gatti di Vicolo Miracoli, pubblicato nel 1983.

## Descrizione
Il singolo è il primo pubblicato nella nuova formazione a tre de I Gatti di Vicolo Miracoli, composta da Umberto Smaila, Nini Salerno e Franco Oppini, dopo la defezione di Jerry Calà nel 1981.
Il brano L'aerobica è chic è una cover del brano L'aperobic, pubblicato lo stesso anno dal gruppo francese Les Charlots, qui con testo adattato da Nini Salerno.
Il brano Koppa la vecia è invece composto da Umberto Smaila e Nini Salerno, rifacendosi al celebre motivo popolare Ammazza la mosca col flit.

## Tracce
1. L'aerobica è chic (Gérard Filippelli, Gérard Rinaldi, Jean Sarrus, Nini Salerno)
2. Koppa la vecia (Umberto Smaila, Nini Salerno)

## Formazione
- Umberto Smaila
- Nini Salerno
- Franco Oppini